# Ronny Yu
Ronny Yu Yan-tai (chinois: 于仁泰) est un réalisateur, producteur, scénariste et acteur hongkongais né en 1950 à Hong Kong.

## Filmographie

### Réalisateur
- 1979 : Cheung laap cheing ngoi
- 1980 : La Justice d'un flic (Jiu shi zhe)
- 1981 : Xun cheng ma
- 1981 : Jui gwai chat hung
- 1984 : Ling qi po ren
- 1985 : Si yan zi
- 1986 : L'Héritier de la violence (Legacy of Rage / Lóng Zài Jiāng Hú)
- 1988 : S.O.S. maison hantée (Meng gui fo tiao qiang)
- 1989 : Héroïne Connection
- 1991 : Qian wang 1991
- 1992 : Wu Lin sheng dou shi
- 1992 : Huo tou fu xing
- 1993 : Bai fa mo nu zhuan II
- 1993 : La Mariée aux cheveux blancs (Bai fa mo nu zhuan)
- 1995 : Ye ban ge sheng (en)[1]
- 1997 : Magic Warriors (Warriors of Virtue)
- 1998 : La Fiancée de Chucky (Bride of Chucky)
- 1999 : Chasing Dragon
- 2001 : Le 51e État (The 51st State)
- 2003 : Freddy contre Jason (Freddy vs. Jason)
- 2006 : Le Maître d'armes (Fearless)
- 2008 : Série (TV) Fear Itself  épisode Volte face
- 2013 : Saving General Yang

### Producteur
- 1978 : Ka le fei
- 1985 : Eight in the Family
- 1987 : Fu gui bi ren
- 1988 : The Girl Next Door
- 1988 : Prise de bec à Hong Kong (Gai tung aap gong)
- 1988 : Fu gui zai po ren
- 1989 : Gwang tin lung foo wooi
- 1992 : Huang Fei Hong xiao zhuan
- 1992 : Xia ri qing ren
- 1993 : Tong ju guan xi
- 1993 : Li Luo-Fu qi an
- 1993 : Hua tian xi shi
- 1993 : Huang Fei Hong dui Huang Fei Hong
- 1993 : Bai fa mo nu zhuan II
- 1993 : La Mariée aux cheveux blancs (Bai fa mo nu zhuan)
- 1994 : Chunggamsuk
- 1997 : Magic warriors (Warriors of Virtue)

### Scénariste
- 1993 : La Mariée aux cheveux blancs 2
- 1993 : La Mariée aux cheveux blancs (Bai fa mo nu zhuan)
- 1995 : Ye ban ge sheng

### Acteur
- 1989 : Shi jie da shai : Ronny Dak
- 1989 : Gwang tin lung foo wooi : Tong Leader